# EN Большого Пса
EN Большого Пса (лат. EN Canis Majoris) — одиночная переменная звезда в созвездии Большого Пса на расстоянии (вычисленном из значения параллакса) приблизительно 16666 световых лет (около 5110 парсеков) от Солнца. Видимая звёздная величина звезды — от +16m до +15m.

## Характеристики
EN Большого Пса — пульсирующая переменная звезда типа RR Лиры (RR).